# Райна (село)
Вижте пояснителната страница за други значения на Райна.
Райна (на гръцки: Ραΐνα) е полупланинско село в дем Агринио, Гърция. Разположено е на 170 м надморска височина и се намира на 16,5 км северно от Агринио по пътя за Карпениси.
Селяните се занимават основно със земеделие.